# Seznam čeških slikarjev
Seznam čeških slikarjev.

## A
- Rudolf Adámek
- Mikoláš Aleš
- Maryna Alšová-Svobodová
- Rudolf Alt
- Rafael Ambros
- Václav Bernard Ambrozy
- Jiři Anderle
- Václav Lev Anderle (tudi na Hrvaškem)
- David Angermann
- Vladimír Antušek
- Jan Autengruber

## B
- Hugo Baar
- Vladimír Babula (ilustrator)
- Francesco Domenico Barbieri
- Bedřich Baroš
- Vojtěch Bartoněk
- Břetislav Bartoš
- Josef Baruch
- Jan Bauch (1898-1995)
- Jakub Bauernfreund
- Andrej Bělocvětov (Andres Belotsvetov – Theakston)
- (Ladislav Benesch)
- Vincenc Beneš (1883-1979)
- Vlastimil Beneš
- Joseph Bergler
- Dagmar Berková
- Alois Bílek
- Oldřich Blažíček
- Josef Bolf
- Adolf Born
- Václav Boštík
- Alois Bouda
- Cyril Bouda
- Jaroslav Bouda
- Petr Brandl
- Josef Brož
- Václav Brožík
- Václav Březina
- Ota Bubeníček
- (Vlaho Bukovac : hrv.-češ.)
- Zdeněk Burian

## C
- Václav Chad (1923-45)
- Antonín Chittussi
- Anton Chladek

## Č
- Josef Čapek
- Ladislav Čepelák
- František Čermák
- Jaroslav Čermák
- Marie Čermínová-Toyen
- Antonín Černý
- Věnceslav Černý
- Otakar Číla

## D
- Jiři David
- Emanuel Dítě
- František Doležal
- František Roman Dragoun

## E
- Erben ?

## F
- Bedřih Feigl
- Gabriel Filcík
- Emil Filla
- Alois Fišárek st.
- František Foltýn
- Karel Franta

## G
- Jan Goth
- František Gross
- Jaroslav Grus

## H
- Otto Herbert Hajek
- Jan Kryštof Handke (Johann Christoph Handke)
- Maxmilian Haushofer
- Roman Havelka
- Karel Havlíček
- Jan Jiří Heinsch
- František Hergesel
- Anton(ín) Hlávaček (Anton Hlavacek)
- Oldřich Hlavsa (grafik, tipograf...)
- Karel Hofman
- Vlastimil Hofman (češ.-polj.)
- Vlastislav Hofman
- Adolf Hoffmeister
- Karel Holan
- Václav Hollar
- Miloslav Holý
- Stanislav Holý
- Jaroslav Hořánek
- Helga Hošková-Weissová
- Antonín Hudeček (1872-1941)
- Otakar Hůrka
- Vojtěch Hynais

## I
- Josef Istler

## J
- Miloslav Jágr
- Jan Jakub Quirin Jahn
- Josef Jambor
- František Janoušek
- František Janula (češko-francoski)
- Karel Javůrek
- Josef Jíra
- František Jiroudek
- Jiří John (1923–1972)

## K
- Eugen von Kahler
- Jiří Kalousek
- Alois Kalvoda
- Vilém Kandler/Wilhelm Kandler
- Olga Karlíková
- Georges Kars
- Adolf Kašpar
- Johann (Jan) Kautsky (češ.-avstr.)
- František Kaván
- Karel Klíč
- Jan Knap
- Kristian Kodet
- Ludvík Kohl (Ludwig Kohl)
- Vladimír Kokolia
- (Jiří Kolář)
- Stanislav Kolíbal
- Vladimír Komárek
- Vladimír Kopecký
- Adolf Kosárek
- Jaroslav Kotas
- Pravoslav Kotík
- Jindřich Kovařík
- Jan Lukáš Kracker
- Rudolf Kremlička
- Jiří Kroha
- Václav Křižek
- Ludwig Kuba/Ludvík Kuba
- Jan Kubíček
- Otakar Kubín
- Bohumil Kubišta
- Oldřich Kulhánek
- Milan Kunc
- (Pavel Künl; Viljem Künl)
- Jan Kupecký
- František Kupka
- František Kysela

## L
- Josef Lada
- Alena Ladová
- Albín Lhota
- Antonín Lhota
- Josef Lhota
- Kamil Lhoták
- František Líbal
- Josef Liesler
- Kamil Linhart
- Stanislav Lolek

## M
- Antonín Machek
- Martin Mainer
- Cyprian Majernik (Cyprián Majerník) (slovaško-češki)
- Vincenc Makovský
- Jaroslav Malák
- Karel Malich
- Josef Manes
- Amalie Mánesová
- Julius Mařák
- Josefina Pepa Mařáková
- Jaroslav Mařan
- Václav Ignác Leopold Markovský
- Luděk Marold
- Herbert Masaryk
- Karel Vítězslav Mašek
- Josef Maschke (19. stol.; češko-slovenski)
- Josef Mauder
- Gabriel Max (češko-nemški)
- Mária Medvecká
- Jan J. Mehl
- Čeněk Melka
- Alois Mikulka (ilustrator)
- Zdeněk Miler (ilustrator)
- Ivan Minařik (češko-slovenski)
- Bohuslav Mládek
- Ivan Mládek
- Jiří Mrázek
- Ivan Mrkvička (češko-bolgarski)
- Alfons Mucha
- Jaroslava Muchová
- Grigorij Alexejevič Musatov
- Karel Myslbek

## N
- Jiří Načeradský
- Josef Matěj Navrátil
- Vratislav Nechleba
- Otakar Nejedlý
- Karel Nepraš
- Láďa (Ladislav) Novák
- Vladimír Novák
- Willi Nowak (1886-1977)

## O
- Bohdan Obrovský
- Jakub Obrovský
- Viktor Oliva
- Emil Orlík (češko-nemški)
- Eduard Ovčáček

## P
- Emil Pacovský
- Josef Paleček (ilustrator)
- Jaroslav Panuška
- Jaroslava Pešicová
- Radek Pilař
- Soběslav Pinkas
- Max (Maxmilián) Pirner
- Gustav Poppe
- Karel Postl
- Gustav Porš
- Karel Prášek
- Jan Preisler
- Antonín Procházka
- Karel Purkyně

## Q
- Martin Ferdinand Quadal (Chvatál) (1736–1811)

## R
- Václav Rabas
- Vlastimil Rada
- Václav Radimský
- Bohuslav Reynek
- Jiří Reynek
- Jaroslav Róna
- Bohumír Roubalík
- Teodor Rotrekl
- Christian Ruben?
- František (Franz Leo) Ruben

## S
- Joseph Ignatz Sadler
- Jan Saudek
- Malva Schalek (češ.-judovska)
- Artuš Scheiner
- Jakub Schikaneder
- Hanuš Schwaiger
- Vojtěch Sedláček
- František Sequens
- Ondřej Sekora
- Zdeněk Seydl
- František Skála (st./ml.)
- Joska Skalník
- Zdeněk Sklenář
- Jan Skramlík
- Antonín Slavíček
- Jan Slavíček
- Jiří Slíva
- Ludvika Smrčková
- Karel Souček
- Jiří Sozanský
- Antonín Strnadel
- Alois Studnička
- Karel Svoboda
- Karel Svolinský
- Zdeněk Sýkora

## Š
- Josef Šembera
- Jaroslav Šerých
- Josef Šíma (Sima) (češko-francoski)
- František Šimon- "Tavik"
- Adriena Šimotová
- Karel Škréta
- Václav Špála
- Jaroslav Špillar
- Karel Špillar
- Rudolf Vojtěch Špillar
- Jindřich Štyrský
- Max Švabinský

## T
- Karel Teige (večmedijski avantgardist)
- František Tichý
- František Tkadlík = Franz Kadlik (1786 – 1840)
- Toyen (Marie Čermínová) (češko-francoska)
- Josef Matyáš Trenkwald
- Jan Trentan-Havliček
- Ante Trstenjak (slovensko-češki 1933-50)

## U
- Joža Uprka

## V
- Ludvík Vacátko
- Josef Váchal (samouk)
- Václav Vavřinec Reiner
- Ferdinand Velc
- Jaroslav Velc
- Jaroslav Veris ("Zamazal")
- Jaroslav Věšín (češko-bolgarski)
- Luděk Vimr
- Karel Vik
- Jan Vilímek
- Augustin Vlček
- Lenka Vybíralová

## W
- Anton(ín) Waldhauser
- Richard Wiesner
- Jan Wojnar

## Z
- Adolf Zábranský
- Jaroslav (Veris) Zamazal
- Helena Zmatlíková (ilustratorka)
- Jan Zrzavý
- František Bohumír Zvěřina

## Ž
- František Ženíšek
- Vladimír Županský